# Siemień
Siemień [pronunciación en polaco: /ˈɕɛmjɛɲ/] es un pueblo ubicado en el condado de Parczew, voivodato de Lublin, Polonia. Según el censo de 2011, tiene una población de 590 habitantes.
Es la sede del gmina (municipio) de Siemień.
Está situado aproximadamente a 7 kilómetros al oeste de Parczew y a 45 kilómetros al norte de la capital regional, Lublin.